# Go Oiwa

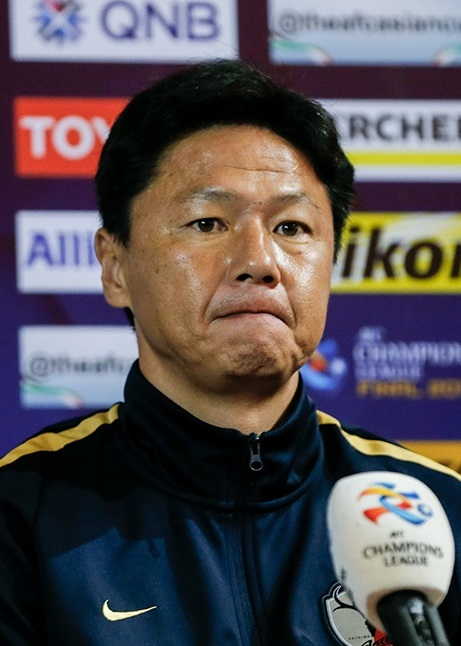
Go Oiwa

Go Oiwa - em japonês, 大岩 剛 - Oiwa Go (Shimizu, 23 de junho de 1972) é um ex-futebolista profissional japonês que atuava como zagueiro. Atualmente, está sem clube.

## Carreira de jogador
Em 15 anos como profissional, Oiwa atuou por Nagoya Grampus Eight, Júbilo Iwata e Kashima Antlers, onde venceu a J. League em 3 oportunidades. Encerrou a carreira em 2010, aos 38 anos.
Com a Seleção Japonesa, jogou 3 partidas, todas em 2000.

## Carreira de técnico
Entre 2011 e 2017, trabalhou como auxiliar-técnico do Kashima Antlers, e com a demissão do treinador Masatada Ishii após a eliminação do clube na Liga dos Campeões da Ásia, foi promovido ao cargo.

## Títulos

### Como treinador
Kashima Antlers
- Liga dos Campeões da AFC: 2018